# NGC 5935
NGC 5935 је спирална галаксија у сазвежђу Волар која се налази на NGC листи објеката дубоког неба.
Деклинација објекта је + 42° 56' 41" а ректасцензија 15h 28m 16,6s. Привидна величина (магнитуда) објекта NGC 5935 износи 14,8 а фотографска магнитуда 15,7. NGC 5935 је још познат и под ознакама MCG 7-32-13, CGCG 222-13, 1ZW 113, NPM1G +43.0302, PGC 55183.